# Technologie sans tranchée
Vous pouvez aider à l'améliorer ou bien discuter des problèmes sur sa page de discussion.
- Certaines informations devraient être mieux reliées aux sources mentionnées dans la bibliographie ou les liens externes. Améliorez sa vérifiabilité en les associant par des références. (Marqué depuis septembre 2012)
- La traduction est incomplète. (Marqué depuis novembre 2016)

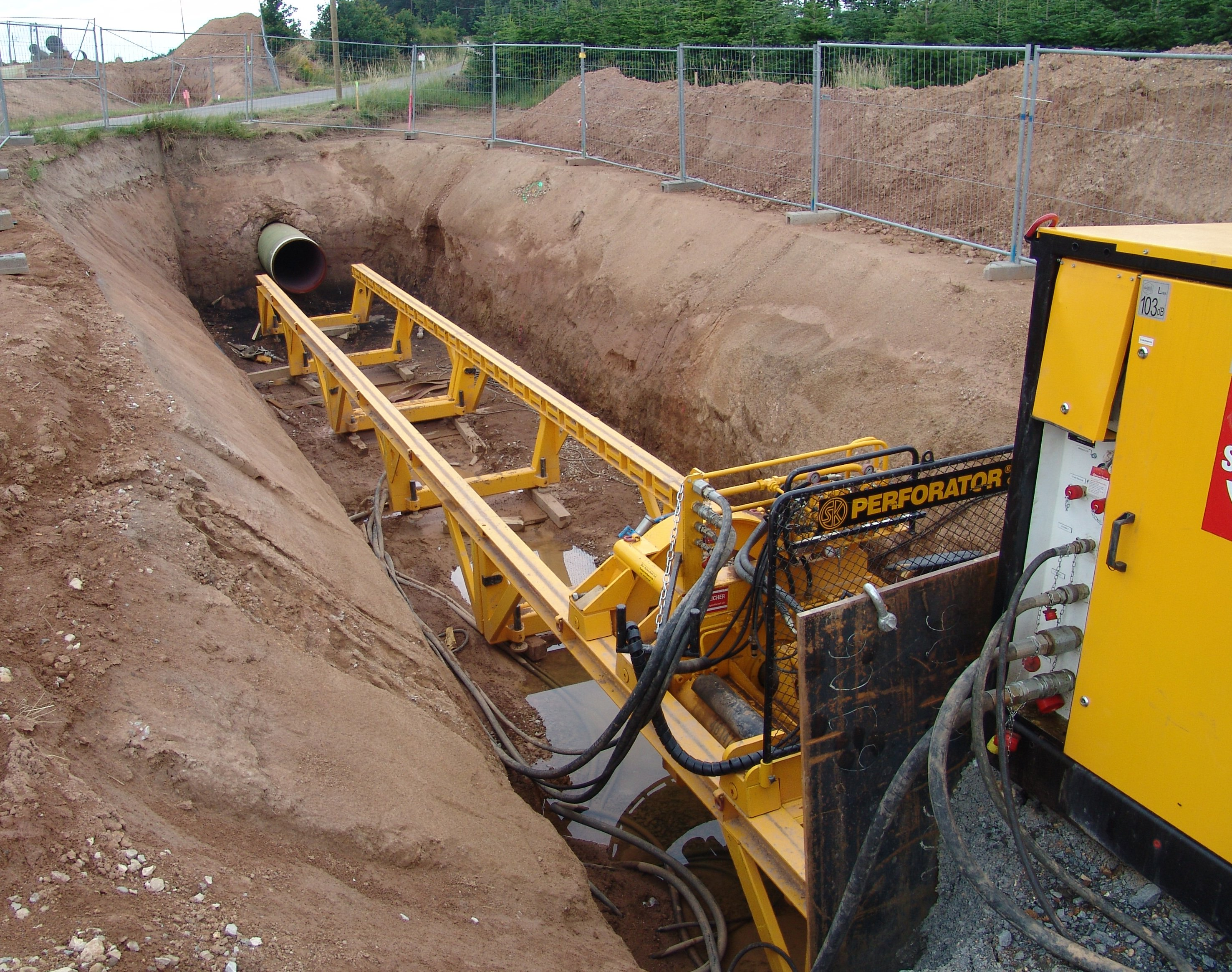
Machine de forage à perforateur utilisée pour le fonçage de canalisations ou le microtunnelage.

Les technologies sans tranchée sont un type de construction souterraine qui nécessite peu de tranchées ou pas de tranchée contiguës. Il s'agit d'un secteur en croissance rapide de l'industrie de la construction et du génie civil. Il peut être défini comme une « famille de méthodes, matériels, et équipements capables d'être utilisés pour l'installation de nouveaux ou le remplacement ou la réhabilitation d'infrastructure souterraine préexistante avec une gêne minimale sur le trafic et les activités en surface ».

## Construction sans tranchée
La construction sans tranchée comprend des méthodes de construction telles que le tunneling, le microtunneling (MTM), l'horizontal directional drilling (HDD) aussi connue sous le nom de directional boring, pipe ramming (PR), pipe Jacking (PJ), moling, horizontal auger boring (HAB) et d'autres méthodes pour l'installation de tuyauteries et câbles sous le sol en minimisant les excavations. Les tunnels de grands diamètres tels que ceux construits par un  tunnel boring machine (TBM) tunnelier, et les techniques de drilling and blasting sont des versions plus grandes de construction souterraine. La différence entre les techniques de constructions souterraines sans tranchées et les autres constructions souterraines dépend de la taille du passage en construction.
La méthode nécessite de considérer les caractéristiques du sol et les charges appliquées sur la surface. Dans le cas des sols sableux, la table d'eau est à une profondeur shallow, ou des charges importantes comme celles du trafic des véhicules en milieux urbains sont attendus, la profondeur d'excavation doit être à une profondeur telle que la pression de la charge sur la surface n'affecte pas le bore, dans les cas contraire, cela crée un risque (éventuellement dangereux) d'effondrement de la surface.

## Réhabilitation sans tranchée
La réhabilitation sans tranchée comprend des méthodes de construction telles que le sliplining, le thermoformed pipe, pipe bursting, shotcrete, gunite, cured-in-place pipe (CIPP), grout-in-place pipe, mechanical spot repair, et d'autres méthodes de réparation de réhabilitation, ou de remplacement de canalisations et structures souterraines existantes sans excavation, ou en minimisant les excavations. Le Mechanical Spot Repair est utilisé lorsque des canalisations percées nécessitent la réinstallation de l'intégrité structurelle. Les technologies de Sliplining, CIPP, et thermoformed pipe lining impliquent la mise en jeu de l'insertion d'un nouveau passage à l'intérieur de structures existantes, puis de mettre de conditions de chaleur ou de pression pour forcer le produit introduit à s'étendre pour remplir la structure. Les technologies CIPP combinent a carrier (felt ou fibre de verre) imprégné avec de la chaleur de la lumière ultraviolette ou une résine curable pour former un «tuyau dans un tuyau». L'explosion de tuyau fracture le tuyau depuis l'intérieur et rejette les fragments à l'extérieur pendant qu'un nouveau tuyau remplace l'ancien. Les autres méthodes servent principalement à réparer les fuites locales.
Les méthodes de réhabilitation sont généralement d'un coût plus juste que les méthodes traditionnelles d'extraction, creusement et remplacement.

## Associations commerciales
L'industrie des technologies sans tranchée es représentée par plusieurs associations industrielles en sus des standing committees au sein de la plupart des associations industrielles traitant de l'eau. La National Association of Sewer Service Companies (NASSCO) a été établie en 1976 et est la plus ancienne de ces associations se focalisant sur les technologies sans tranchée. LA North American Society for Trenchless Technology (NASTT) a été fondée en 1990. L'Indian Society for Trenchless Technology ou IndSTT est l'organisation apex pour promouvoir les technologies sans tranchée en Asie du Sud. Elle a été créée en 1995 avec son siège à New Delhi. L'International Society for Trenchless Technology, créée en 1986, regroupe au moins 25  sociétés nationales de technologies sans tracnhée membres actives. Plusieurs organisations soutiennent des Technical Journals pour influencer les lecteurs avec des techniques . Le No Dig India est le journal de l'IndSTT.

## Fabricants notables
- Vermeer Company
- ST